# Szent Erzsébet-dóm
A Szent Erzsébet-főszékesegyház, ismertebb nevén a kassai dóm Kassa egyik legjellegzetesebb épülete, Európa egyik legszebb székesegyháza. Az óváros centrumában, a Fő utca központi szakaszán áll. Szlovákia legnagyobb méretű temploma, 1200 m² belső területével, és több mint 5000 fős befogadóképességével, az irodalomban ezt a templomot tartják a legkeletebbre elhelyezkedő gótikus székesegyháznak.
A dóm helyén már a 13. században állt egy templom, amely 1378-ban leégett. Ezután fogtak hozzá a dóm építéséhez, de csak 1520-ban fejezték be a nagyméretű, háromhajós csarnoktemplomot. 1556-ban tűz pusztította, később többször is javították, végül 1877 és 1896 között Steindl Imre tervei szerint építették újjá.
Északi tornya 1775-ben, befejezetlen déli Mátyás-tornya 1904-ben nyerte el mai formáját. Szárnyas főoltára 1474 és 1477 között készült. A dóm altemplomában temették el II. Rákóczi Ferenc 1906-ban Rodostóból hazahozott hamvait. Márványkoporsóját nemzeti színű szalagos koszorúk sokasága borítja. Belépti díj ellenében, magyar nyelvű idegenvezetéssel is meg lehet tekinteni. A dóm tornya is látogatható, ahonnan kiváló a kilátás a városra.

## Története

### A dóm építése

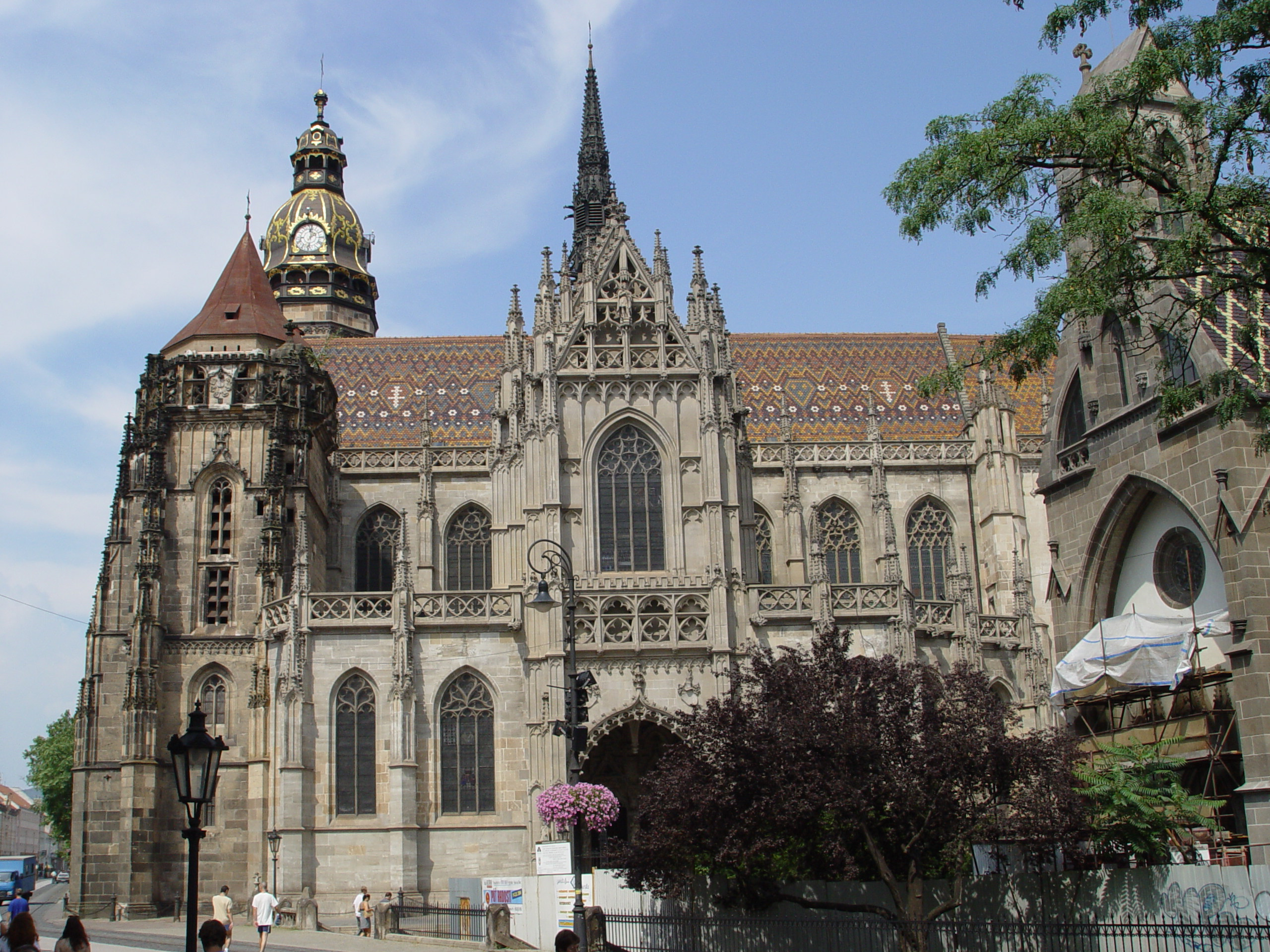
A dóm déli homlokzata

A dóm érett gótikus stílusban épült egy korábbi, Szent Erzsébetnek szentelt plébániatemplom (román kori, majd egyhajós csúcsívessé alakított) helyén, amely 1378-ban leégett. Nem állapítható meg pontosan, mikor kezdték el építeni az új templomot, IX. Bonifác pápa 1402-ből származó bűnbocsánati bullája, amellyel támogatni kívánta a várost, hogy hozzájáruljon a templom építésének tetemes költségeihez, továbbá azokról a sírkövekről, amelyeket a főhajó pilléreinek alapozásakor találtak, ebből lehet következtetni arra, hogy az építkezést 1380 körül kezdték el. A dóm építése 1378 körül kezdődött, és több szakaszra osztható.
Az építkezés első szakasza kb. 1420-ig tartott, öthajós, bazilika típusú épületnek készült. Az alaprajz mintáját Xanten városának Szent Viktor-dómjáról kölcsönözték.
A második szakaszban változtattak a terven, és a magasabb középső hajóra merőlegesen azonos magasságú kereszthajót építettek, így a kereszt alaprajz szárai közt négy alacsonyabb mennyezetű csarnok jött létre. 1461-ben épült a Mátyás-torony, a királylépcső és a szentségház. A királyi díszerkély alatt egy 1440-ből származó felirat olvasható, Brandýsi Jiskra János hűségesküjével, amely tanúsítja, hogy az építkezés nagyjából ebben az időben fejeződhetett be. A torony építésének befejezését az ötödik emelet nyugati ablaka fölött 1453-as, a csigalépcsőn az 1462-es évszám árulja el.
Az építkezés 3. szakaszában, Cromer Ágoston bíró 1467-ben építtette a Szent Kereszt-kápolnát, ugyanebben az évben került megépítésre a Mettertia-kápolna, a támogatók Szathmáry György esztergomi érsek szülei voltak. 1477-ben a Szűz Mária-kápolnát és a Szent József-kápolnát (ez utóbbi nem maradt fenn.) 1496-ban készült el az északi torony.
A város 1491-es ostroma idején az épülő dóm nagy károkat szenvedett, de kijavították, és 1508-ra a szentély is elkészült. A levéltári adatok szerint Krompholz Miklós (Mikulás Krompholz) kőfaragó mestert bízták meg az újjáépítéssel. Ez az év tekinthető a több mint egy évszázadot átölelő építkezés befejeztének. A dóm építése 1520 után maradt abba. 1556-ban nagy tűzvész pusztított a városban, a székesegyházat sem kímélve. A lángok elől csak a dóm főoltára és három oltára menekült meg.
A templom nem volt mindig a katolikusok kezén. 1604-től Bocskai István támogatása folytán a város evangélikus többsége használhatta. 1671-ben ismét a katolikusoké lett, majd 1682-ben Thököly Imre révén visszakapták az evangélikusok, 1687-ben egy császári katonai csapat visszavette az evangélikus gyülekezettől, ettől kezdve folyamatosan a katolikusok kezén van. 1775-ben a katedrálison újabb tűzvész pusztított, s ezt követően borították be az északi tornyot barokk sisakkal.

### A dóm a későbbi időkben

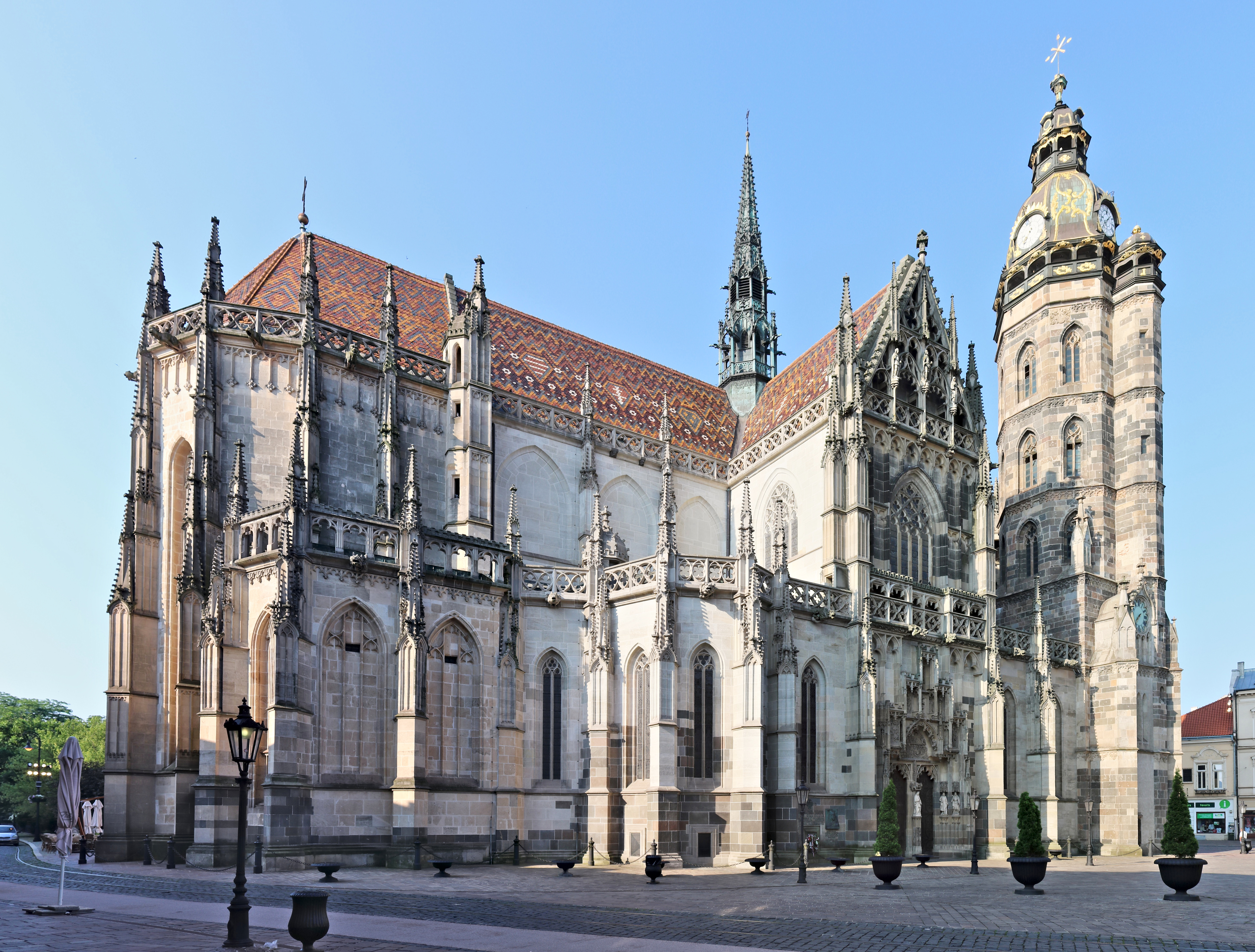

Nem csupán azért mert a történelem viharai nyomot hagytak a dómon, hanem azért is, mert 1804-ben létrehozták a Kassai egyházmegyét és az egykori plébániatemplom székesegyházi rangot kapott, több felújításon esett át. Ezek közül a leginkább számottevő az 1877 és 1896 közti felújítás volt, ekkor a templomot nemcsak restaurálták, hanem át is építették, igyekezvén visszatérni az eredeti, öthajós tervhez. Az építkezést Steindl Imre tervei és Friedrich von Schmidt szakvéleménye alapján végezték. Ekkor bontották le a Szent József-kápolnát. Az átépítés utolsó szakaszában az északi hajó alá kriptát építettek. 1906-ban itt helyezték örök nyugalomra II. Rákóczi Ferenc, édesanyja Zrínyi Ilona és a fejedelem idősebbik fia, Rákóczi József hamvait. Itt nyugszik még generálisa, tábornagya Esterházy Antal gróf, udvarmestere Sibrik Miklós ezereskapitány, társa Bercsényi Miklós gróf és annak felesége, Csáky Krisztina grófnő.
(); ()

## Az épület leírása

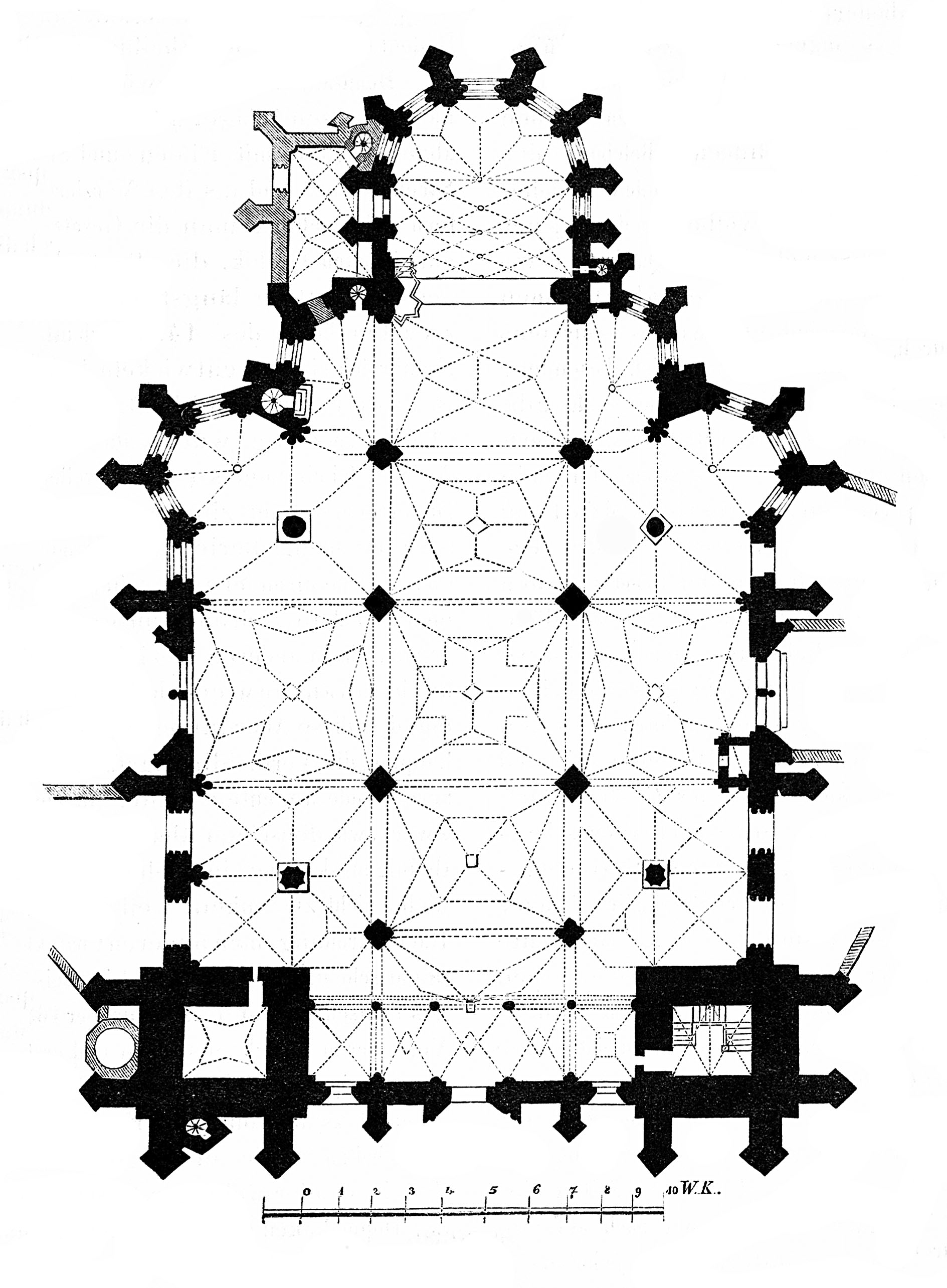
A templom alaprajza

### Nyugati főbejárat
A nyugati főbejárat (a dóm főhomlokzatán) két torony között helyezkedik el, a rózsaablakig 32 m magas. A keresztrózsa alatti orommezőben a templom kicsinyített mását tartó Árpád-házi Szent Erzsébet szobra áll, feje felett Kassa II. Ulászlótól kapott címere.
A főbejárat két oldalán Keresztelő Szent János és Szent József szobra, utóbbi mára elveszett. A kapu szemöldökgerendája feletti ívmezőben Krisztus az Olajfák hegyén jelenet az imádkozó Jézussal, a három alvó katonával, felül Isten áldó alakjával, oldalt a katonákkal érkező Júdással. Fentebb a fájdalmas Szűz Mária, karján a keresztről levett Krisztussal (pietà). Legfelül Szent Veronika két angyal által tartott kendője látható.

### Északi kapu
Aranykapunak is hívták (Porta aurea) aranyozott szobrai miatt (1860-ban a szobrok aranyozását eltávolították). A legdíszesebben kiképzett kapu. Díszességét azzal magyarázták, hogy ez a kettős kapu nyílik a város főterére, a városházához, ahol a középkori közélet folyt.
A kettős kaput elválasztó pilléren a templom védőszentje, Árpád-házi Szent Erzsébet, felette liliomos címerpajzsot tartó két angyal. Az oldalfülkékben, a domborművekkel díszített mennyezet alatt Szent Imre, Szent István, Szent László és István sógora, Szent Henrik szobrai állnak. 
A kapuzat felett a keresztház háromszögű oromzatában a mérművek közötti pilléreken eredetileg Szent István, Szent László és Szent Imre gótikus szobrai álltak, melyeket 1860 körül leszedtek és 1863-ban a Nemzeti Múzeumnak ajándékoztak. Jelenleg Budapesten, a Magyar Nemzeti Galéria Régi Magyar Gyűjteményében vannak.
A bejárat fölött háromszög alakú oromzat. Kettős ívmezőjében a végítélet elevenedik meg, a dombormű vízszintes párkánya két részre oszlik. A felsőben Krisztus mint Majestas Domini jelenik meg, körülötte Szűz Mária, Szent József és az apostolok. Krisztus az égitestek (Nap, Hold, csillagok) felett trónol. A legfelső részben kiterjesztett szárnyú angyalok, egyikük a szegeket tartja, kettőjük a feltámadás harsonáit fújja. Az alsó képmezőben feltámadt halottak, jobbról az üdvözülteket fogadó angyal, balról az elkárhozottakat űző ördögök.
Az Utolsó ítélet dombormű körül lépcsőzetesen elrendezve további öt, téglalap alakú domborműfülke található. A legfelső a lecsonkított kereszten függő halott Jézust és a két latrot ábrázolja. A megtért jobb oldali lator lelkét kisgyermek jelképezi, s egy angyal öleli magához, a bal oldali lator lelkét a poklot jelképező szörnyalak tartja fogva. A két középső domborműn a fájdalmas Szűz látható asszonyokkal, a két legalsóban Szent Erzsébet életéből vett jelenetek.

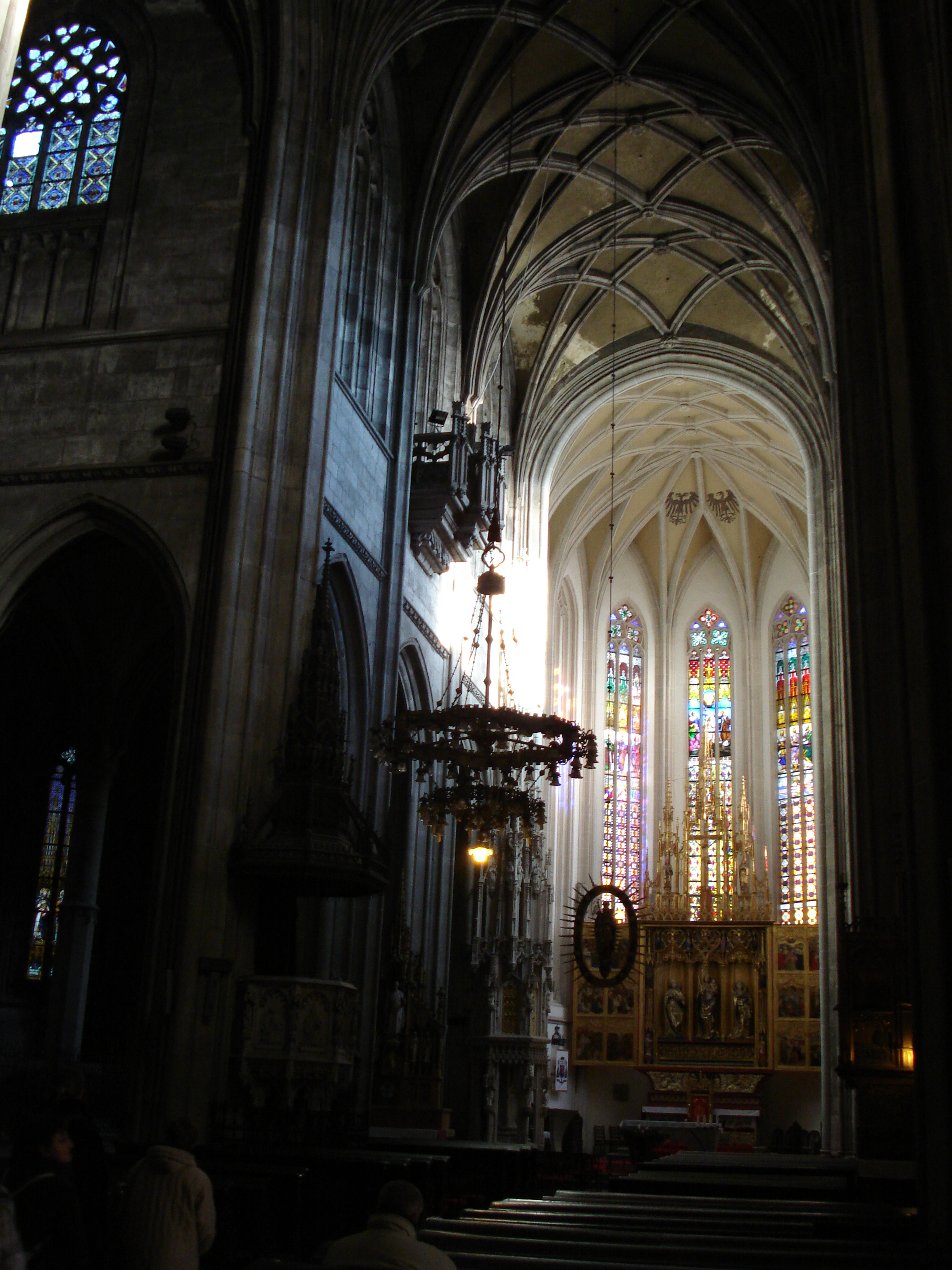
A dóm belülről

### Déli kapu
A Szent Mihály-kápolna felé nyíló déli kapu eredetileg a temetőkertbe vezetett. Kovácsoltvas rácsos ajtaja 1904-ben készült. A rácsos ajtóval kápolnaszerű előcsarnok zárható el. A bejárat külső részén lévő szobrok Konstantinuszt, Szent Erzsébetet, Xavéri Szent Ferencet és Hippói Szent Ágostont ábrázolják.
A belső kettőskapu választófalán Immaculata-szobor. Mennyezetét három kitárt szárnyú holló alkotja, ezek fölött a kínszenvedés három szegét és egy kutyafejű szárnyas állat, karmaiban vesszőnyalábbal. Szűz Mária jobbján Szent Adalbert és Szent András, balján Szent Gellért és Szent Kálmán látható. A kapu háromszögű oromzatán Mátyás király életnagyságú kőszobra áll.

## Belső képe

### A főoltár
A főoltár az 1470-es évek mélyített szekrényű típusába tartozik. 1474 és 1477 között állították fel és készültek festményei. Egykorú Veit Stoss krakkói Mária halála oltárával.
12,5 méter magas, nyitott szárnyakkal 8,1 méter széles. Az oltár részei: szekrény a három főalakkal, predella, oromdísz, két pár szárny összesen 48 táblaképpel. Az oltárszekrény közepén Madonna-szobor karján a gyermek Jézussal (247 cm magas), jobbján Erzsébet, Keresztelő Szent János anyja (191 cm), balján Árpád-házi Szent Erzsébet (194 cm) kezében tálkával és kanállal, a charitas jelképeivel. A szobrok lába alatt domborműves fríz, rajta az öt bölcs és az öt balga szűz. A predellán a sírjából feltámadt Krisztus domborműve látható. Az oltár szárnyai sarokvassal mozgathatók. A táblaképek egyenként 125 x 80 cm nagyságúak. Három mester alkotása, akiket az utókor erről a művükről elnevezve azonosít. Teljesen kinyitva Árpád-házi Szent Erzsébet élete elevenedik meg 12 táblán. A belső szárnyakat behajtva a passió 24 jelenete válik láthatóvá (nagyböjti időben), a külső szárnyak Mária életéből vett jeleneteket ábrázolnak (adventkor láthatók, amikor az oltár csukva van).

### Az altemplom (Rákóczi-kripta)

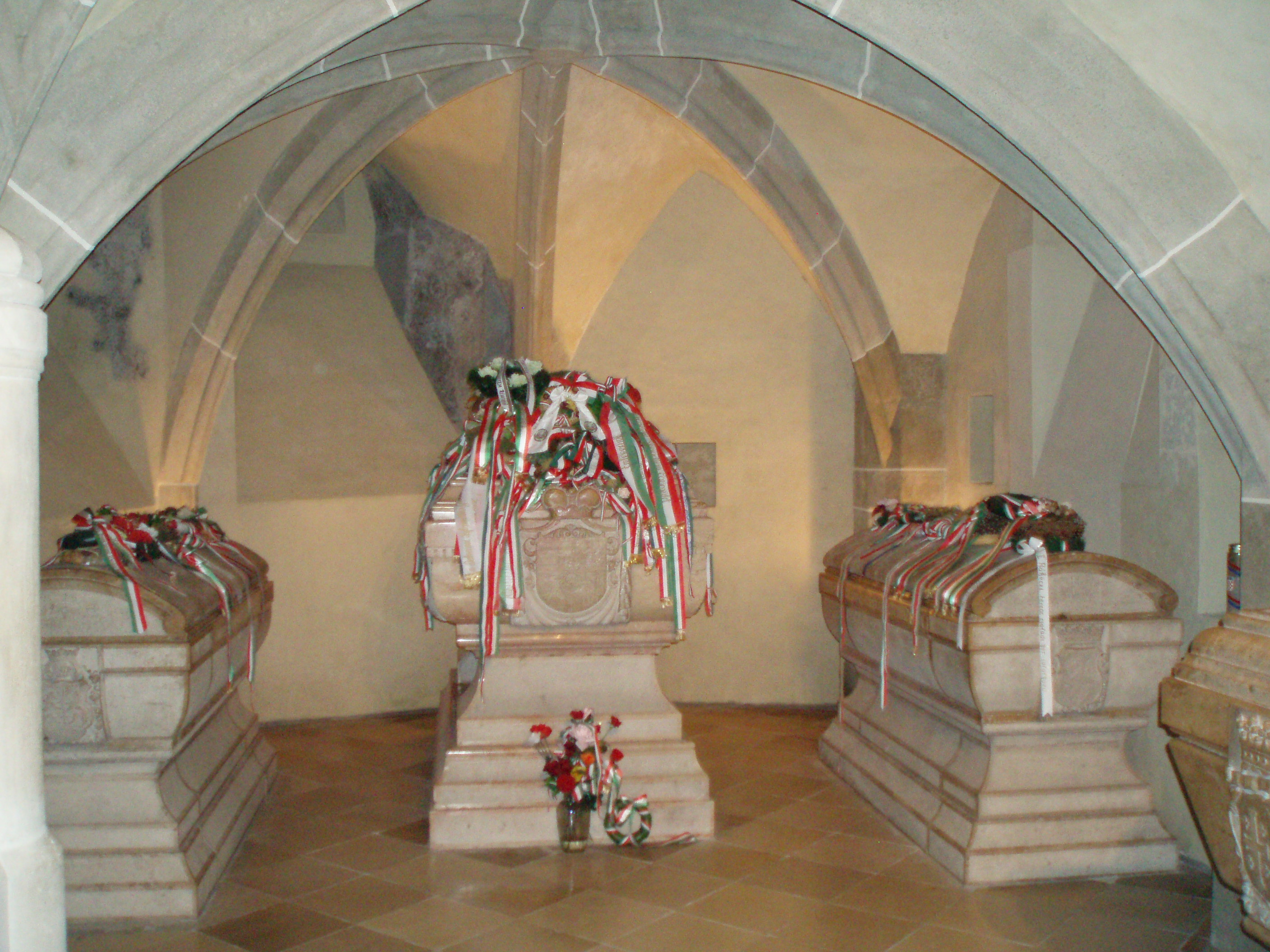
Rákóczi sírja

II. Rákóczi Ferenc és bujdosótársainak 1906. október 29-én hazahozott hamvait a dóm altemplomában helyezték el, amelynek lejárata a templom északi oldalán található, szűk lépcső vezet le. Vele szemben három szarkofág: a középső II. Rákóczi Ferenc, Zrínyi Ilona és Rákóczi József bronzkoporsóját rejti, a bal oldaliban Sibrik Miklós udvarmester, a jobb oldaliban gróf Esterházy Antal nyugszik. A lépcső lejáratától jobbra, Esterházy szarkofágja mellett gróf Bercsényi Miklós és második felesége, Csáky Krisztina nyugszanak. Azt a gyászzászlót, amit a menet élén vitt egy páncélos lovag az újratemetéskor, a lépcső aljánál tekinthetik meg a látogatók. A Rodostóból hazahozott sírköveket a kripta feletti Szent István-kápolna falában helyezték el. Az újratemetés évfordulóján minden évben koszorúk borítják el a sírokat. A szarkofágokat Andreotti Anzelm, és Franz Graf Mikula (1861–1926), a bécsi udvar korábbi szobrásza tervezte és faragta.

## A dómban szolgáló papok
- Kükemezey Mihály káplán, 1956 és 1988 között
- Štefan Onderko (Onderkó István) általános vikárius (1954–1962), káptalani helynök (1962–1990)

## Galéria

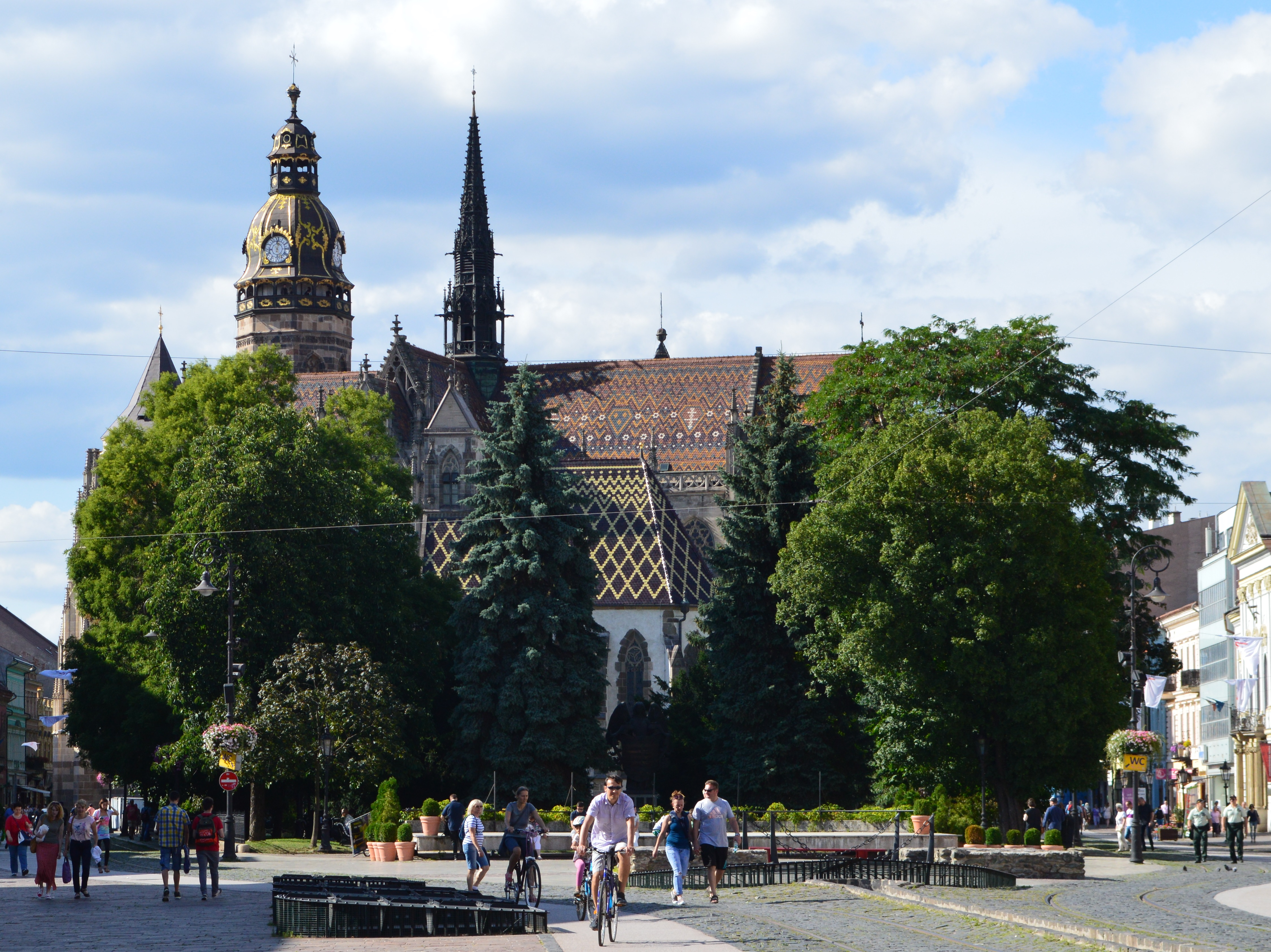
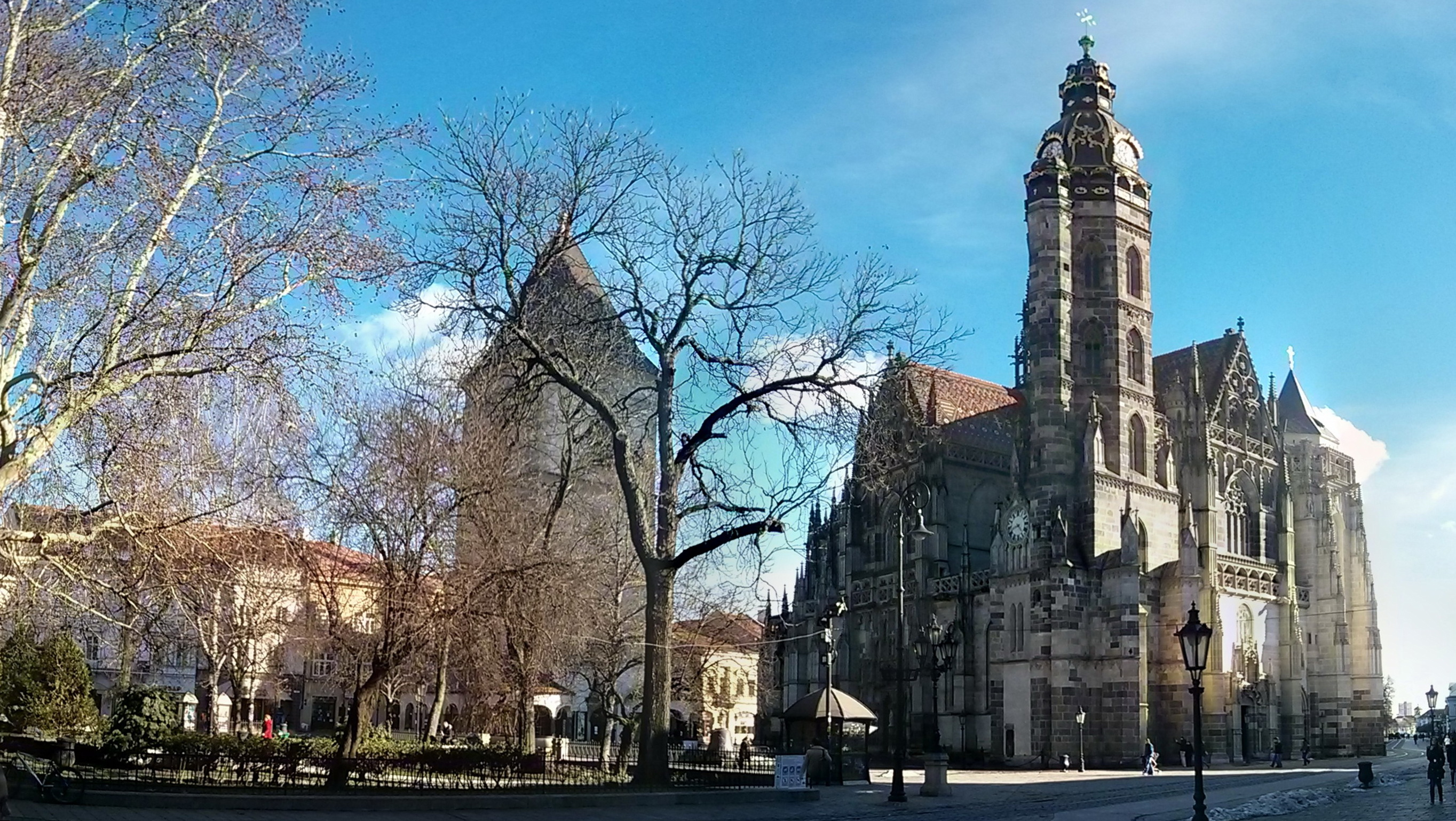
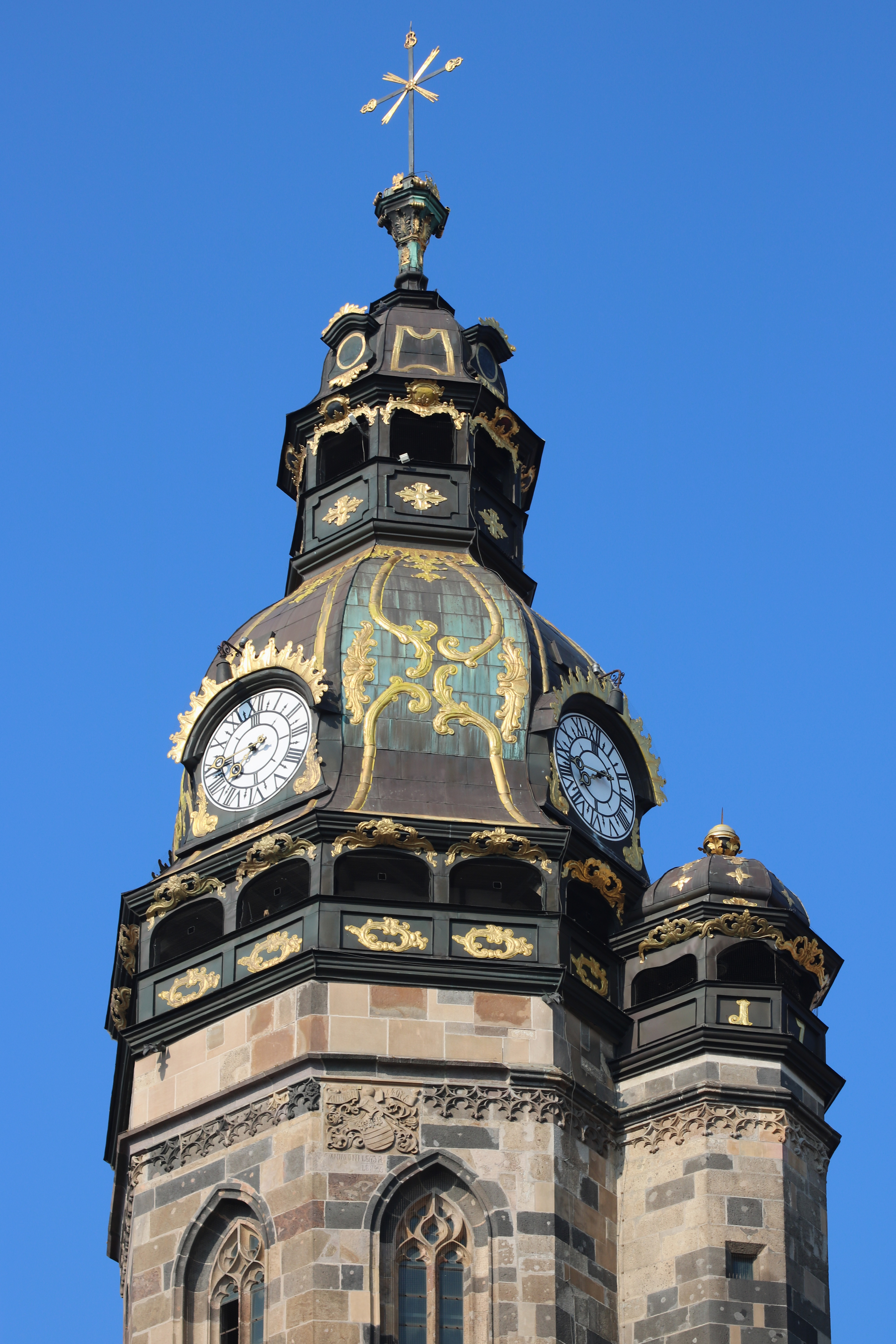
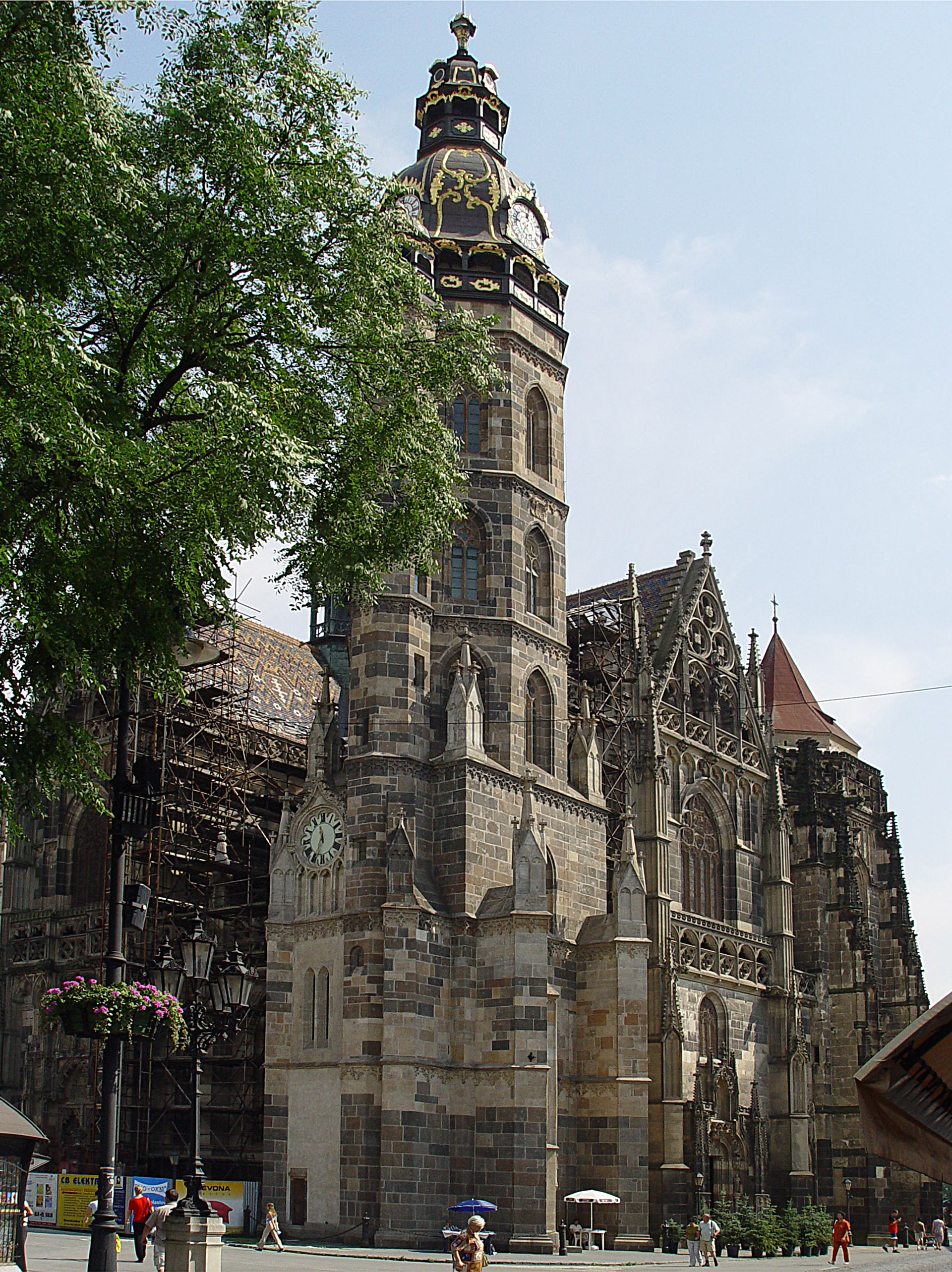
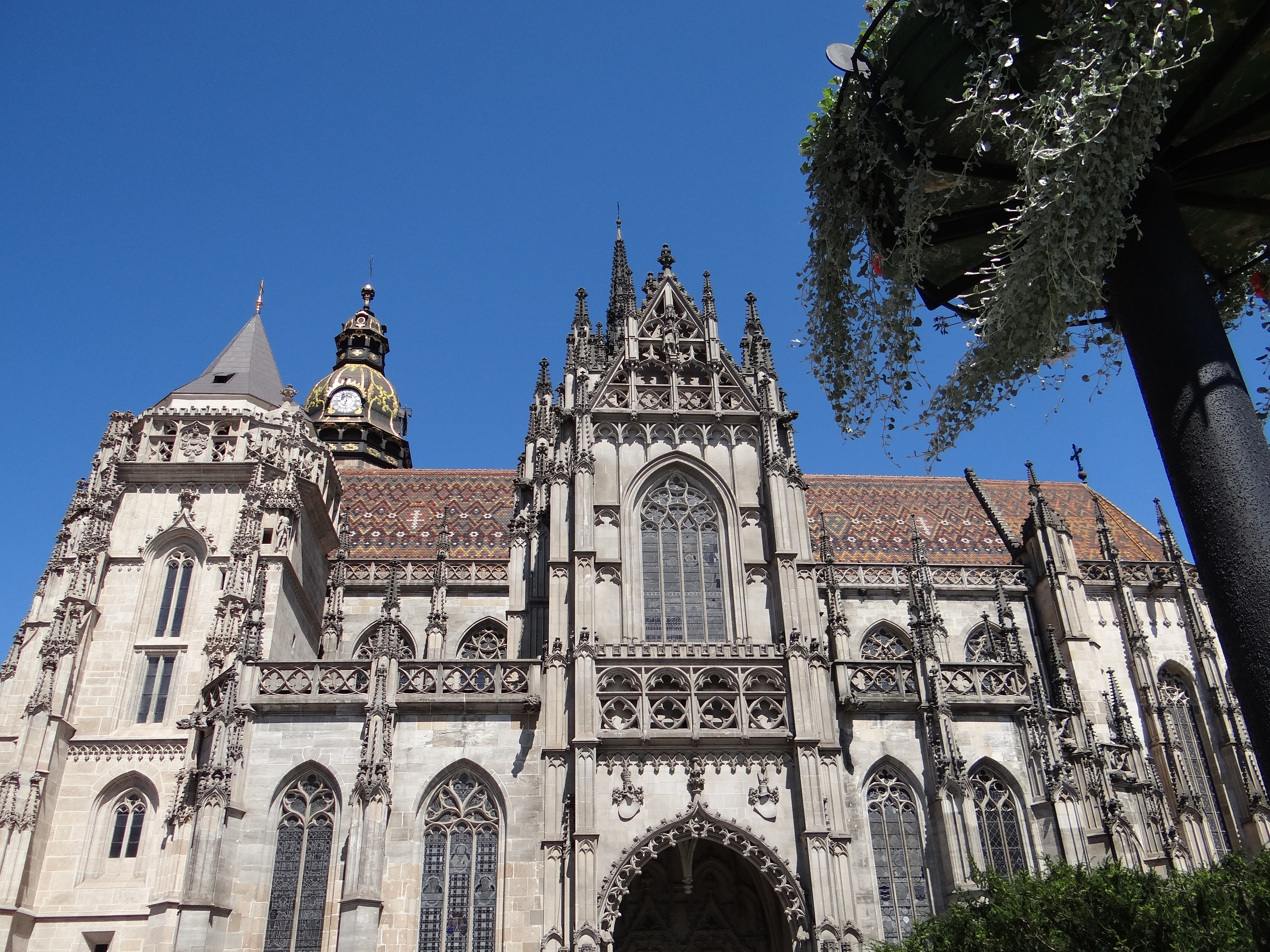
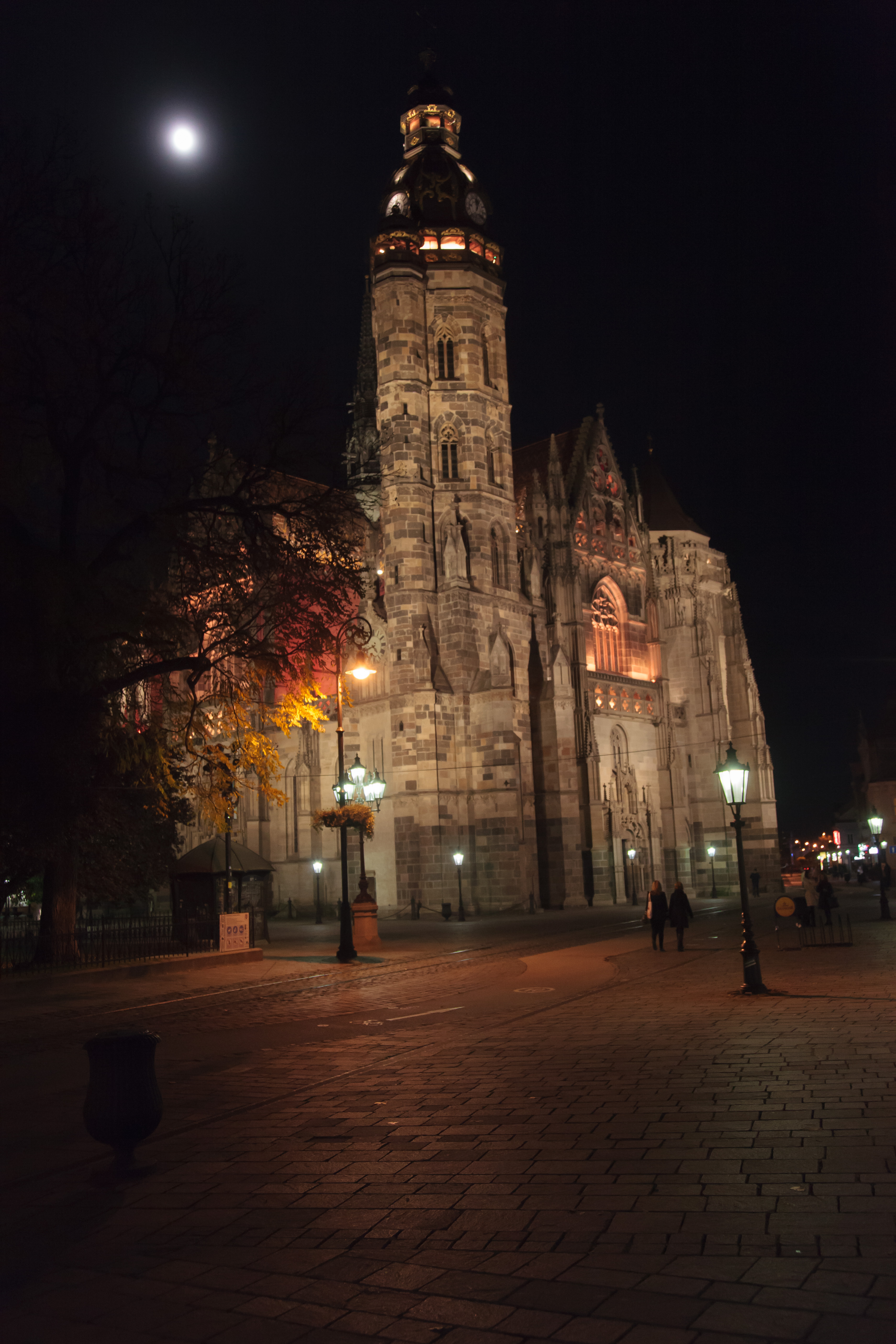
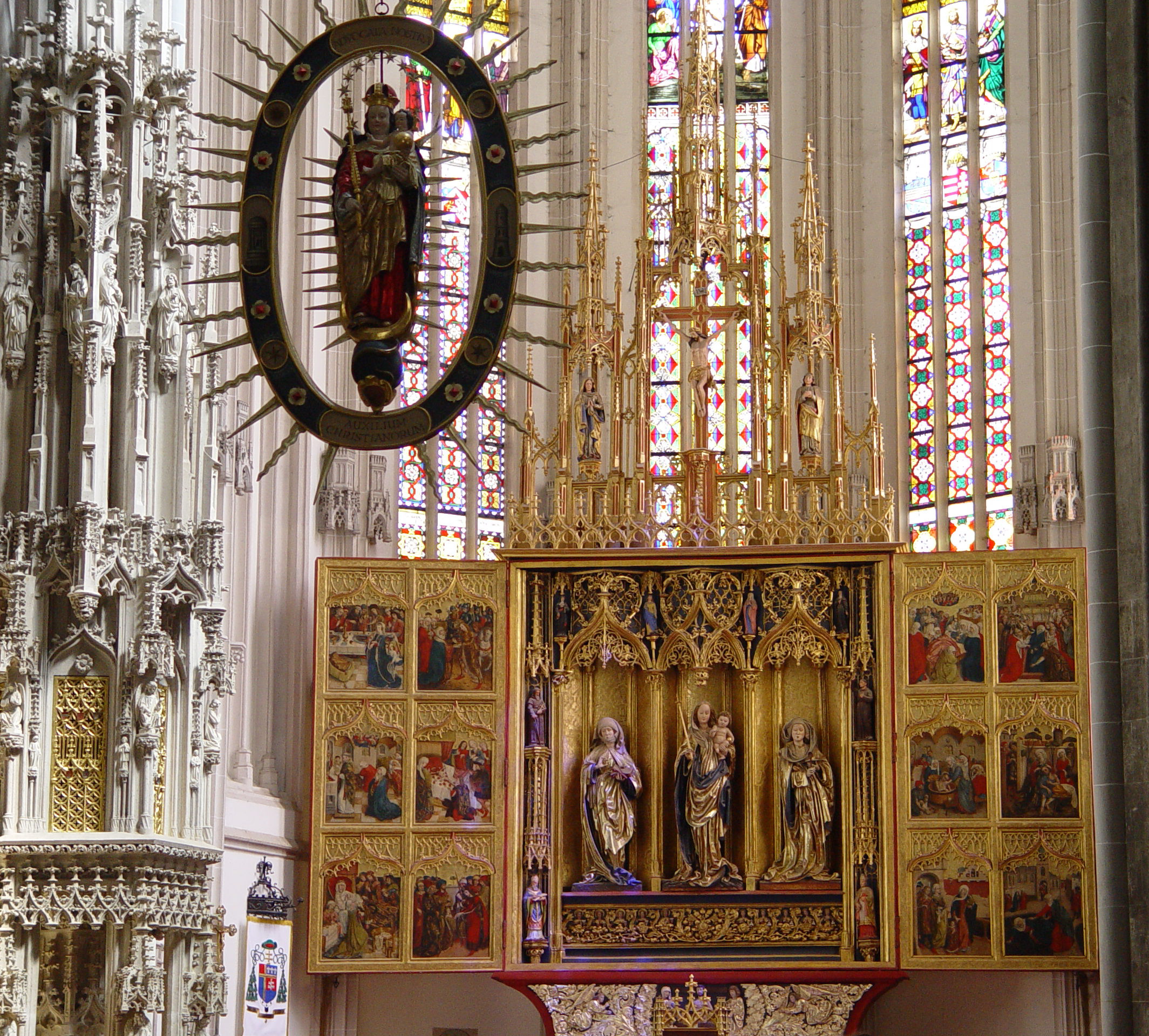
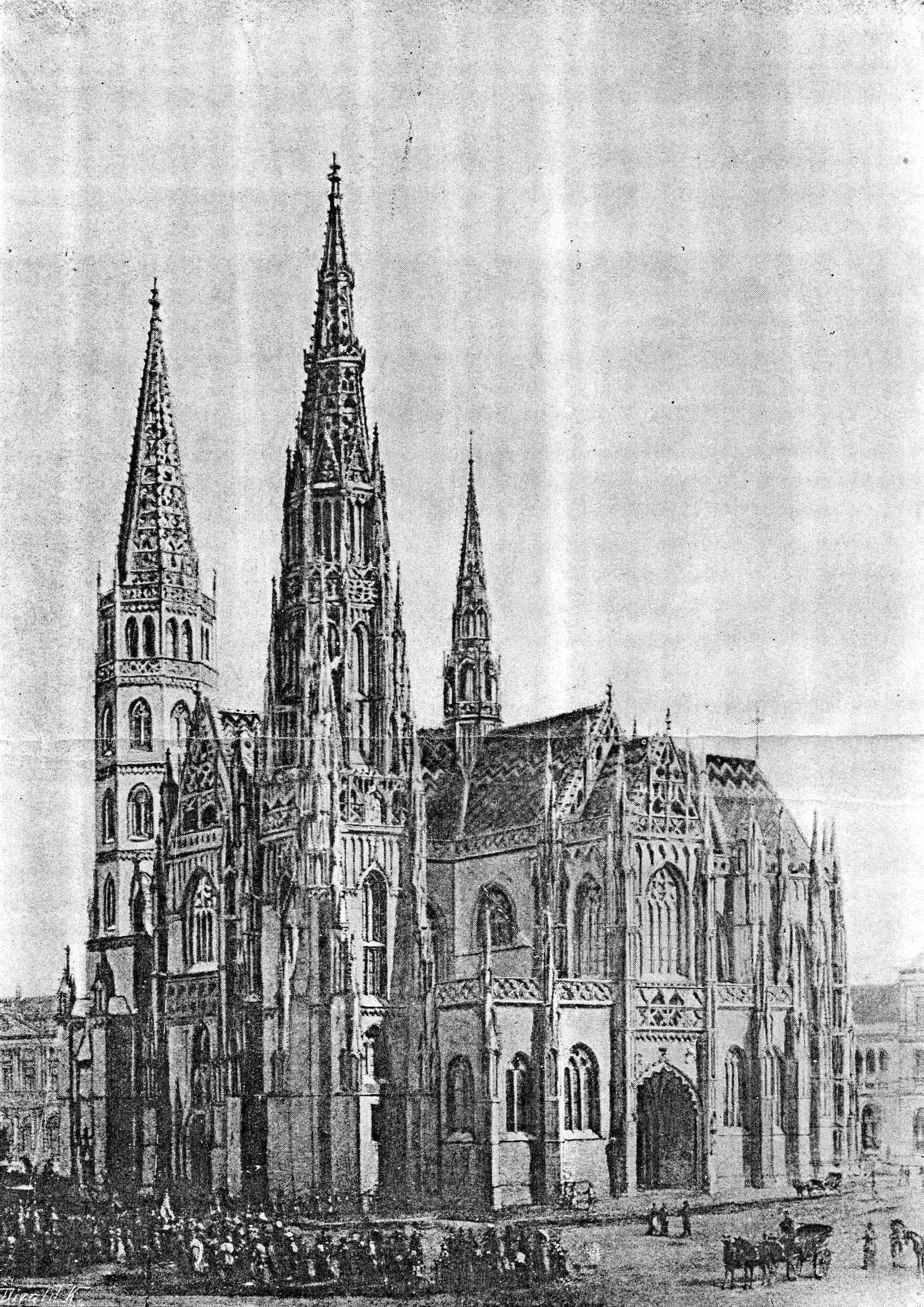
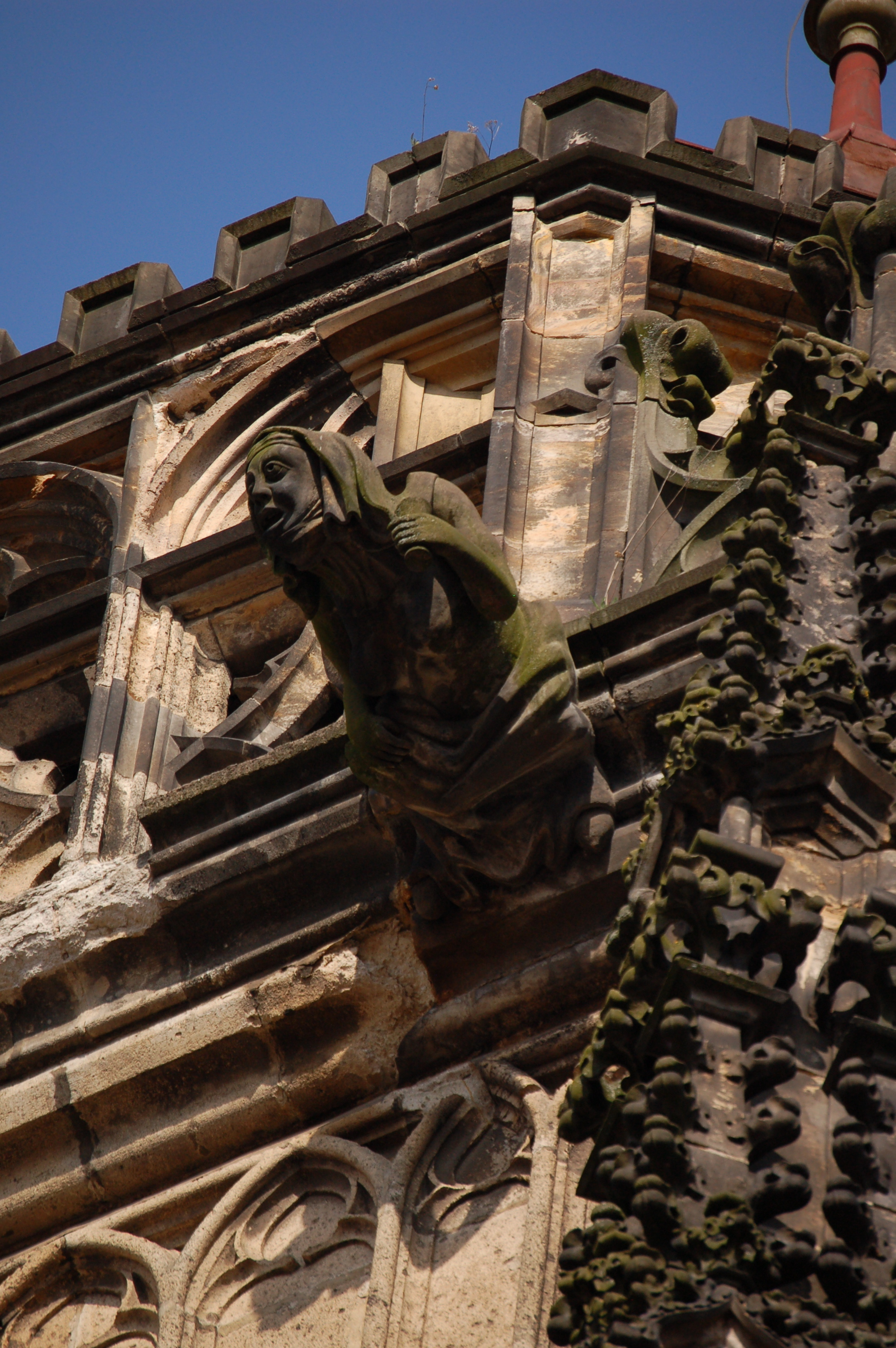